# Zaarouria
Zaarouria (în arabă الزعرورية) este o comună din provincia Souk Ahras, Algeria.
Populația comunei este de 11.234 de locuitori (2008).